# Megalagrion blackburni
Megalagrion blackburni – gatunek ważki z rodziny łątkowatych (Coenagrionidae). Jest endemitem Hawajów; stwierdzono go na wyspach Lānaʻi, Hawaiʻi, Molokaʻi i Maui.